# کوکوی شکم‌خاکستری
کوکوی شکم‌خاکستری یا کوکوی هندی (نام علمی: Cacomantis passerinus) کوکویی است که در سراسر آسیا گسترده دارد.

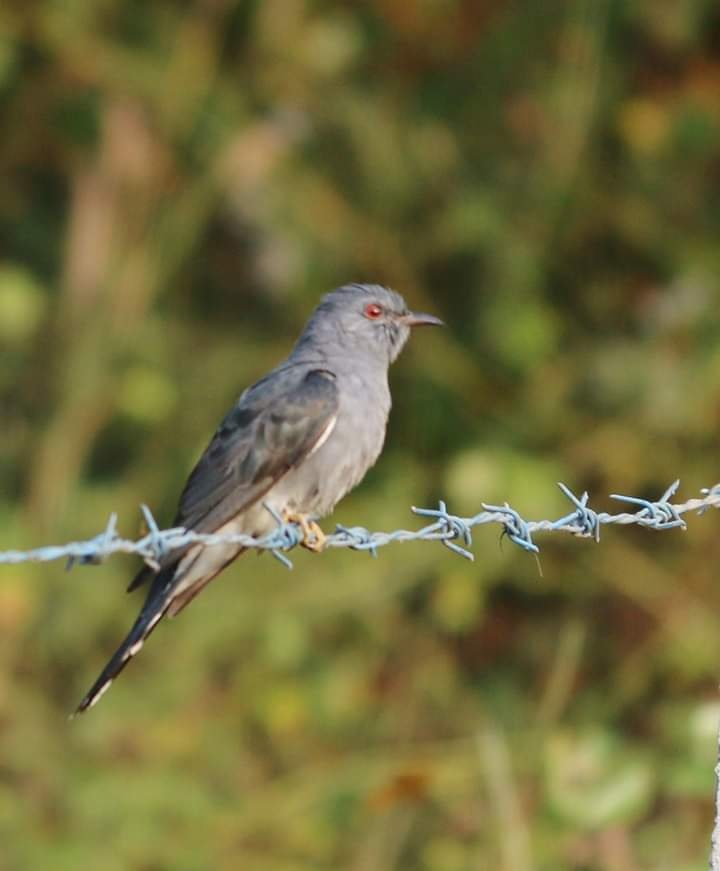
کوکوی شکم‌خاکستری

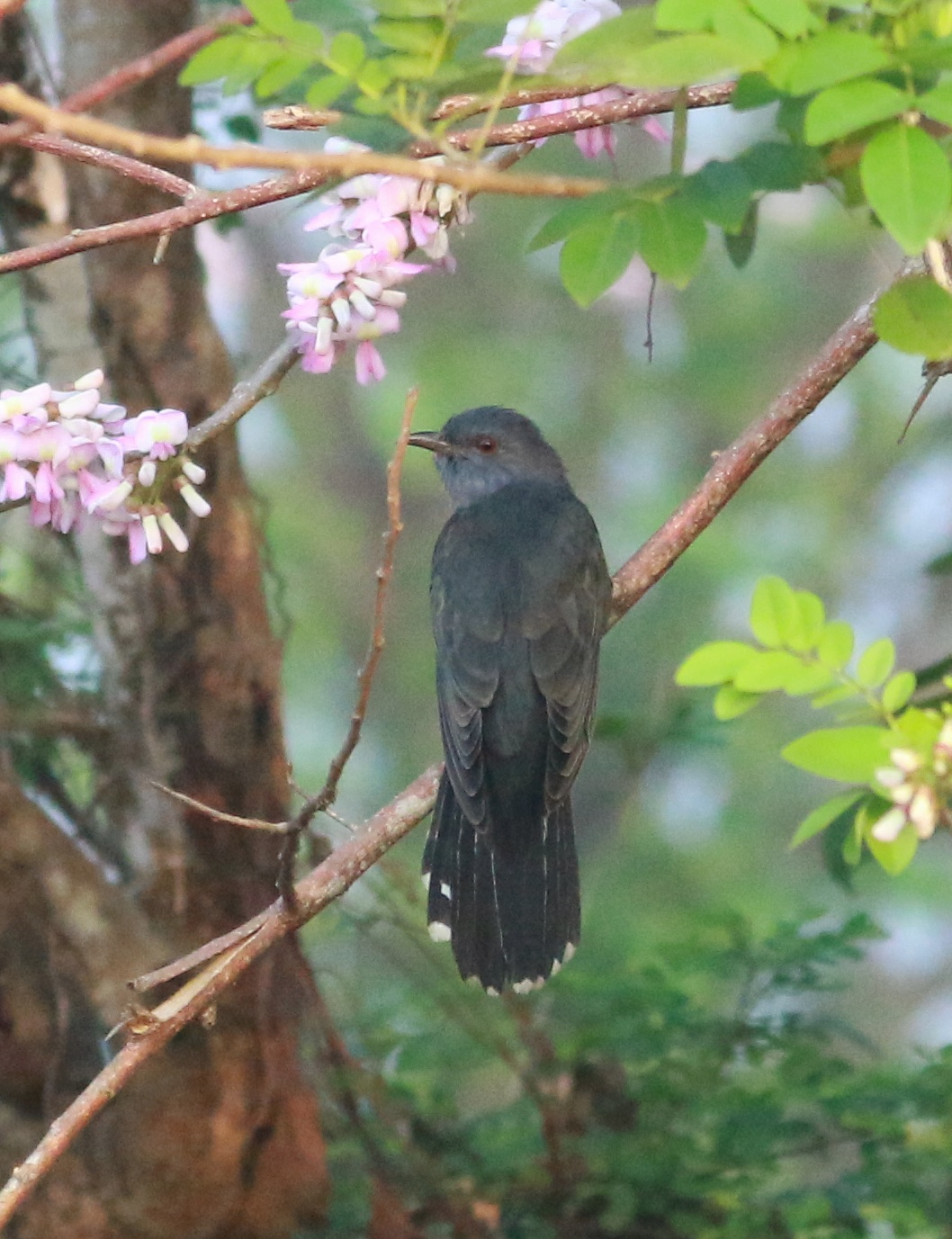
کوکوی شکم‌خاکستری (Cacomantis passerinus)